# مسوفة
مَسُّوْفَة أو إمسوفا هي أحد البطون البدوية الكبرى لقبائل صنهاجة، الملثمون المعروفين اليوم بالطوارق جنبا إلى لمتونة و إگدالن (جدالة) و إلمتين (لمطة).
خضعت مسوفة لسلطة المرابطين ولعبت دورا كبيرا في انتشار مجال الدولة المرابطية.

## تاريخ
يذكر الزبيدي أن مَسُّوف، كتَنُّور، وهي بلاد من بادِيَة التَّكْرُور. والتكرور كانت تطلق على بلاد السودان الغربي عمومًا، وكانت مسوفة متنقلة في الصحراء قريبًا من تكرور، وتنبكت - وهي بمالي حاليًا - وغيرها من بلاد السودان الغربي. وقد خرج من قبيلة مسوفة سلالة بنو غانية الذين كانوا من كبار قادة المرابطين.
ويذكر الحميري في الروض المعطار عن مدينة سجلماسة في المغرب:
| مسوفة | يسكنها قوم من مسوفة رحالون لا يستقر بهم مكان، ليس لهم مدن ولا عمارة يأوون إليها إلا وادي درعة، وبينه وبين سجلماسة مسيرة خمسة أيام | مسوفة |

ومسوفة هم من أسس مدينة تُنبكتُو في نفس المرحلة التي أسست فيها مراكش، عاصمة المرابطين. وذكر ابن بطوطة خلال زيارته لمدينة تنبكتو - وكان ذلك في القرن الثامن الهجري - أن أكثر سكانها من مسوفة.
في بداية القرن التاسع الميلادي تشكلت مملكة قبلية من قبل مسوفة ولمتونة في ما يُعرف الآن ب موريتانيا تحت نهر تلنتان في عام 826م. كانت مسوفة ضن اتحادية آيت عطا، يشكلون فريقا ضمن قبيلة أيت ولال خمس أيت أونير د أيت ولال، المعروفون بشراستهم الحربية.
وتنسب قبيلتي ماسنه ومشظوف إلى مسوفة، حيث يعرف هذا البطن في بعض المواقع بالصحراء بمشظوف لتحور الاسم من مسوفه إلى مستوف تم إلى مشظوف.